# Pär Asp
Pär Asp (* 14. August 1982 in Kiruna) ist ein ehemaliger schwedischer Fußballspieler. Der Abwehrspieler stieg in seiner Karriere zweimal in die Allsvenskan auf und bestritt über einhundert Erstligapartien.

## Werdegang
Asp entstammt der Jugend des Kiruna FF, für den er auch seine ersten Schritte im Erwachsenenbereich machte. Ende 2005 schaffte er mit der Mannschaft die Qualifikation für die neu eingeführte drittklassige Division 1. Er schloss sich jedoch Anfang 2006 dem seinerzeitigen Zweitligisten IF Brommapojkarna an. Mit 21 Spieleinsätzen war er entscheidend am Erreichen des Relegationsplatzes beteiligt. In den Spielen gegen BK Häcken wirkte er jeweils mit und stieg mit der Mannschaft um Joakim Runnemo, Olof Guterstam, Thomas Lagerlöf und Kristoffer Björklund erstmals in der Vereinsgeschichte in die Allsvenskan auf. Nach dem direkten Wiederabstieg setzte sich der Verein 2008 erneut in der Relegation durch, dieses Mal gegen Ljungskile SK. Dieses Mal hielt sich die Mannschaft zwei Spielzeiten in der höchsten Spielklasse des Landes, ehe erneut der Abstieg in die Superettan zu Buche stand.
Nach dem Abstieg blieb Asp in der Allsvenskan und schloss sich nach fünf Jahren bei IF Brommapojkarna und 69 Allsvenskanspielen dem Erstligisten Gefle IF an, bei dem er einen Zwei-Jahres-Vertrag unterzeichnete. Dort verletzte er sich im Mai 2011 am Knie. Folglich bestritt er in seiner Debütsaison für den neuen Verein lediglich 17 Spiele. In den folgenden beiden Jahren war er jeweils Stammkraft in der Abwehrreihe, dennoch verließ er nach insgesamt drei Spielzeiten den Klub.
Im Herbst 2013 verkündete Asp vorzeitig seinen Wechsel zu Varbergs BoIS zum Jahreswechsel. Er beendete 2017 seine Profikarriere.